# Olympische Jugend-Winterspiele 2016/Teilnehmer (Tschechien)
| Gelbes Symbol für Goldmedaillen mit stilisierten Olympischen Ringen | Graues Symbol für Silbermedaillen mit stilisierten Olympischen Ringen | Braundes Symbol für Bronzemedaillen mit stilisierten Olympischen Ringen |
| ------------------------------------------------------------------- | --------------------------------------------------------------------- | ----------------------------------------------------------------------- |
| —                                                                   | 2                                                                     | 2                                                                       |

Tschechien nahm an den Olympischen Jugend-Winterspielen 2016 im norwegischen Lillehammer mit 43 Athleten in zwölf Sportarten teil.

## Medaillen
Mit je zwei gewonnenen Silber- und Bronzemedaillen belegte das tschechische Team Platz 20 im Medaillenspiegel.

## Sportarten

### Biathlon
| Athleten                                                        | Wettbewerb           | Zeit (Schießfehler) | Rang |
| --------------------------------------------------------------- | -------------------- | ------------------- | ---- |
| Jungen                                                          |                      |                     |      |
| Vítězslav Hornig                                                | 7,5 km Sprint        | 20:31,4 min (2)     | 14   |
| Vítězslav Hornig                                                | 10 km Verfolgung     | 32:48,0 min (7)     | 22   |
| Jakub Štvrtecký                                                 | 7,5 km Sprint        | 20:36,0 min (3)     | 16   |
| Jakub Štvrtecký                                                 | 10 km Verfolgung     | 31:21,9 min (6)     | 13   |
| Mädchen                                                         |                      |                     |      |
| Petra Suchá                                                     | 6 km Sprint          | 19:53,6 min (2)     | 19   |
| Petra Suchá                                                     | 7,5 km Verfolgung    | 27:32,2 min (4)     | 17   |
| Tereza Vinklárková                                              | 6 km Sprint          | 19:36,5 min (2)     | 14   |
| Tereza Vinklárková                                              | 7,5 km Verfolgung    | 27:26,0 min (5)     | 16   |
| Gemischt                                                        |                      |                     |      |
| Tereza Vinklárková Jakub Štvrtecký                              | Single Mixed-Staffel | 43:34,0 min (3+16)  | 12   |
| Petra Suchá Tereza Vinklárková Vítězslav Hornig Jakub Štvrtecký | Mixed-Staffel        | 1:25:20,2 h (4+16)  | 9    |

### Curling
| Athleten                                                  | Wettbewerb | Gruppenrunde | Gruppenrunde | Viertelfinale      | Viertelfinale      | Halbfinale         | Halbfinale         | Finale             | Finale             | Finale             |
| Athleten                                                  | Wettbewerb | Siege        | Niederlagen  | Gegner             | Ergebnis           | Gegner             | Ergebnis           | Gegner             | Ergebnis           | Rang               |
| --------------------------------------------------------- | ---------- | ------------ | ------------ | ------------------ | ------------------ | ------------------ | ------------------ | ------------------ | ------------------ | ------------------ |
| Gemischt                                                  |            |              |              |                    |                    |                    |                    |                    |                    |                    |
| Martin Blahovec Andrea Krupanska Pavel Mareš Alberto Zisa | Team       | 2            | 5            | nicht qualifiziert | nicht qualifiziert | nicht qualifiziert | nicht qualifiziert | nicht qualifiziert | nicht qualifiziert | nicht qualifiziert |

### Eishockey

#### Mädchen
| Tschechien | Spielerinnen Kristýna Bláhová, Nikola Dýcková, Magdalena Erbenová, Martina Exnerová, Alexandra Halounová, Karolína Hornická, Karolína Hrdinová, Klára Jandušíková, Karolína Juřicová, Anna Kotounová, Šárka Krejníková, Laura Lerchová, Veronika Lorencová, Barbora Machalová, Natálie Mlýnková, Adéla Škrdlová |

Gruppenphase
| Pl. |            | Sp | S | OTS | OTN | N | Tore  | Punkte |
| 1.  | Schweden   | 4  | 2 | 1   | 1   | 0 | 10:03 | 9      |
| 2.  | Tschechien | 4  | 3 | 0   | 0   | 1 | 7:04  | 9      |
| 3.  | Schweiz    | 4  | 2 | 1   | 0   | 1 | 10:06 | 8      |
| 4.  | Slowakei   | 4  | 1 | 0   | 1   | 2 | 06:09 | 4      |
| 5.  | Norwegen   | 4  | 0 | 0   | 0   | 4 | 02:13 | 0      |

 Halbfinale 
| 19. Februar 2016 14:00 Uhr | Tschechien | 2:1 (1:0, 0:1, 0:0, 0:0 1:0) | Schweiz | Youth Hall, Lillehammer |

 Finale 
| 21. Februar 2016 11:00 Uhr | Schweden | 3:1 (1:1, 2:0, 0:0) | Tschechien | Kristins Hall, Lillehammer |

### Eiskunstlauf
| Athleten                  | Wettbewerb | Kurzprogramm | Kurzprogramm | Free Skating/Dance | Free Skating/Dance | Gesamt | Gesamt |
| Athleten                  | Wettbewerb | Punkte       | Rang         | Punkte             | Rang               | Punkte | Rang   |
| ------------------------- | ---------- | ------------ | ------------ | ------------------ | ------------------ | ------ | ------ |
| Paar                      |            |              |              |                    |                    |        |        |
| Anna Dušková Martin Bidař | Paar       | 61,82        | 1            | 104,31             | 2                  | 166,13 | Silber |

### Eisschnelllauf
| Athleten               | Wettbewerb  | Durchgang 1 | Durchgang 1 | Durchgang 2 | Durchgang 2 | Gesamt      | Gesamt |
| Athleten               | Wettbewerb  | Zeit        | Rang        | Zeit        | Rang        | Zeit        | Rang   |
| ---------------------- | ----------- | ----------- | ----------- | ----------- | ----------- | ----------- | ------ |
| Mädchen                |             |             |             |             |             |             |        |
| Natálie Kerschbaummayr | 1500 m      |             |             |             |             | 2:05,54 min | 4      |
| Natálie Kerschbaummayr | Massenstart |             |             |             |             | 5:54,50 min | 7      |

### Freestyle-Skiing

#### Skicross
| Athleten        | Wettbewerb | Qualifikation | Qualifikation | Vorlauf | Vorlauf | Halbfinale | Finale   |
| Athleten        | Wettbewerb | Zeit          | Rang          | Punkte  | Rang    | Position   | Position |
| --------------- | ---------- | ------------- | ------------- | ------- | ------- | ---------- | -------- |
| Mädchen         |            |               |               |         |         |            |          |
| Klara Kašparova | Skicross   | 45,48 s       | 1             | 14      | 7       | 2          | Bronze   |

### Nordische Kombination
| Athleten      | Wettbewerb                    | Skispringen | Skispringen | Skispringen | Skispringen   | Langlauf | Langlauf |
| Athleten      | Wettbewerb                    | Weite       | Punkte      | Rang        | Zeitrückstand | Zeit     | Rang     |
| ------------- | ----------------------------- | ----------- | ----------- | ----------- | ------------- | -------- | -------- |
| Jungen        |                               |             |             |             |               |          |          |
| Ondřej Pažout | Normalschanze / 5 km Langlauf | 98,0 m      | 127,0       | 3           | 0:19 min      | DNS      | DNS      |

| Athleten                                                                     | Wettbewerb                             | Skispringen | Skispringen | Skispringen   | Langlauf | Langlauf |
| Athleten                                                                     | Wettbewerb                             | Punkte      | Rang        | Zeitrückstand | Zeit     | Rang     |
| ---------------------------------------------------------------------------- | -------------------------------------- | ----------- | ----------- | ------------- | -------- | -------- |
| Gemischt                                                                     |                                        |             |             |               |          |          |
| Zdeňka Pešatová Ondřej Pažout František Holík Barbora Havlíčková Adam Matouš | Team Skispringen/Nordische Kombination | 343,4       | 5           | 0:43 min      | DNS      | DNS      |

### Rennrodeln
| Athleten                    | Wettbewerb   | Durchgang 1 | Durchgang 1 | Durchgang 2 | Durchgang 2 | Gesamt       | Gesamt |
| Athleten                    | Wettbewerb   | Zeit        | Rang        | Zeit        | Rang        | Zeit         | Rang   |
| --------------------------- | ------------ | ----------- | ----------- | ----------- | ----------- | ------------ | ------ |
| Jungen                      |              |             |             |             |             |              |        |
| Michael Lejsek              | Einsitzer    | 49,676 s    | 16          | 49,992 s    | 18          | 1:39,668 min | 17     |
| Pěkný Zdeněk Filip Vejdělek | Doppelsitzer | 54,371 s    | 11          | 54,608 s    | 12          | 1:48,979 min | 12     |
| Mädchen                     |              |             |             |             |             |              |        |
| Michaela Maršíková          | Einsitzer    | 53,899 s    | 12          | 53,894 s    | 13          | 1:47,793 min | 13     |

| Athleten                                                      | Wettbewerb  | Mädchen | Mädchen | Junge | Junge | Doppel | Doppel | Gesamt | Gesamt |
| Athleten                                                      | Wettbewerb  | Zeit    | Rang    | Zeit  | Rang  | Zeit   | Rang   | Zeit   | Rang   |
| ------------------------------------------------------------- | ----------- | ------- | ------- | ----- | ----- | ------ | ------ | ------ | ------ |
| Gemischt                                                      |             |         |         |       |       |        |        |        |        |
| Michaela Maršíková Pěkný Zdeněk Filip Vejdělek Michael Lejsek | Teamstaffel | DSQ     | DSQ     | DSQ   | DSQ   | DSQ    | DSQ    | DSQ    | DSQ    |

### Ski Alpin
| Jungen        |              |             |     |                    |                    |                    |                    |
| Jan Zabystřan | Super-G      |             |     |                    |                    | 1:12,16 min        | 12                 |
| Jan Zabystřan | Riesenslalom | 1:20,55 min | 18  | 1:18,71 min        | 7                  | 2:39,26 min        | 8                  |
| Jan Zabystřan | Slalom       | DNF         | DNF | nicht qualifiziert | nicht qualifiziert | nicht qualifiziert | nicht qualifiziert |
| Jan Zabystřan | Kombination  | 1:13,36 min | 17  | 41,25 s            | 4                  | 1:54,61 min        | 6                  |
| Mädchen       |              |             |     |                    |                    |                    |                    |
| Andrea Arnold | Super-G      |             |     |                    |                    | 1:16,68 min        | 18                 |
| Andrea Arnold | Riesenslalom | 1:24,40 min | 21  | 1:22,58 min        | 23                 | 2:46,98 min        | 22                 |
| Andrea Arnold | Slalom       | 1:02,76 min | 25  | 57,45 s            | 22                 | 2:00,21 min        | 22                 |
| Andrea Arnold | Kombination  | 1:18,21 min | 21  | DNF                | DNF                | DNF                | DNF                |

| Athleten                    | Wettbewerb     | Achtelfinale    | Viertelfinale      | Halbfinale         | Finale             | Finale             |                    |
| Athleten                    | Wettbewerb     | Ergebnis        | Ergebnis           | Ergebnis           | Ergebnis           | Rang               |                    |
| --------------------------- | -------------- | --------------- | ------------------ | ------------------ | ------------------ | ------------------ | ------------------ |
| Gemischt                    |                |                 |                    |                    |                    |                    |                    |
| Andrea Arnold Jan Zabystřan | Teamwettbewerb | Norwegen 2 – 2+ | nicht qualifiziert | nicht qualifiziert | nicht qualifiziert | nicht qualifiziert | nicht qualifiziert |

### Skilanglauf
| Athleten           | Wettbewerb       | Qualifikation | Qualifikation | Viertelfinale | Viertelfinale | Halbfinale         | Halbfinale         | Finale             | Finale             |
| Athleten           | Wettbewerb       | Zeit          | Rang          | Zeit          | Rang          | Zeit               | Rang               | Zeit               | Rang               |
| ------------------ | ---------------- | ------------- | ------------- | ------------- | ------------- | ------------------ | ------------------ | ------------------ | ------------------ |
| Jungen             |                  |               |               |               |               |                    |                    |                    |                    |
| Adam Matouš        | Cross            | 3:16,02 min   | 18            |               |               | 3:11,90 min        | 8                  | nicht qualifiziert | nicht qualifiziert |
| Adam Matouš        | Sprint klassisch | 3:04,51 min   | 9             | 3:04,65 min   | 2             | 3:05,04 min        | 6                  | nicht qualifiziert | nicht qualifiziert |
| Adam Matouš        | 10 km Freistil   |               |               |               |               |                    |                    | 25:33,1 min        | 14                 |
| Mädchen            |                  |               |               |               |               |                    |                    |                    |                    |
| Barbora Havlíčková | Cross            | 3:43,60 min   | 8             |               |               | 3:36,59 min        | 4                  | 3:38,87 min        | 8                  |
| Barbora Havlíčková | Sprint klassisch | 3:39,89 min   | 17            | 3:36,45 min   | 4             | nicht qualifiziert | nicht qualifiziert | nicht qualifiziert | nicht qualifiziert |
| Barbora Havlíčková | 5 km Freistil    |               |               |               |               |                    |                    | 13:40,9 min        | 7                  |

### Skispringen
| Athleten        | Wettbewerb    | Erste Runde | Erste Runde | Erste Runde | Finale | Finale | Finale | Gesamt | Gesamt |
| Athleten        | Wettbewerb    | Weite       | Punkte      | Rang        | Weite  | Punkte | Rang   | Punkte | Rang   |
| --------------- | ------------- | ----------- | ----------- | ----------- | ------ | ------ | ------ | ------ | ------ |
| Jungen          |               |             |             |             |        |        |        |        |        |
| František Holík | Normalschanze | 87,5 m      | 104,5       | 10          | 88,5 m | 104,2  | 8      | 208,7  | 10     |
| Mädchen         |               |             |             |             |        |        |        |        |        |
| Zdeňka Pešatová | Normalschanze | 85,0 m      | 94,7        | 6           | 80,0 m | 82,0   | 10     | 176,7  | 10     |

| Athleten                                      | Wettbewerb               | Erste Runde | Erste Runde | Finale | Finale | Gesamt | Gesamt |
| Athleten                                      | Wettbewerb               | Punkte      | Rang        | Punkte | Rang   | Punkte | Rang   |
| --------------------------------------------- | ------------------------ | ----------- | ----------- | ------ | ------ | ------ | ------ |
| Gemischt                                      |                          |             |             |        |        |        |        |
| Zdeňka Pešatová Ondřej Pažout František Holík | Mixed-Team Normalschanze | 306,2       | 7           | 284,5  | 9      | 590,7  | 7      |

### Snowboard

#### Halfpipe
| Athleten      | Wettbewerb | Finale       | Finale       | Finale       | Finale           | Finale |
| Athleten      | Wettbewerb | Durchgang 1  | Durchgang 2  | Durchgang 3  | Bester Durchgang | Rang   |
| ------------- | ---------- | ------------ | ------------ | ------------ | ---------------- | ------ |
| Jungen        |            |              |              |              |                  |        |
| Daniel Kaspar | Halfpipe   | 33,50 Punkte | 44,25 Punkte | 47,75 Punkte | 47,75 Punkte     | 14     |

#### Snowboardcross
| Athleten        | Wettbewerb     | Qualifikation | Qualifikation | Vorlauf | Vorlauf | Halbfinale         | Finale             |
| Athleten        | Wettbewerb     | Zeit          | Rang          | Punkte  | Rang    | Position           | Position           |
| --------------- | -------------- | ------------- | ------------- | ------- | ------- | ------------------ | ------------------ |
| Jungen          |                |               |               |         |         |                    |                    |
| Matouš Koudelka | Snowboardcross | 49,35 s       | 9             | 9       | 11      | nicht qualifiziert | nicht qualifiziert |
| Mädchen         |                |               |               |         |         |                    |                    |
| Sára Veselková  | Snowboardcross | 54,41 s       | 12            | 12      | 10      | nicht qualifiziert | nicht qualifiziert |